# Cole Campbell
William Cole Campbell (* 20. Februar 2006 in Houston, Texas) ist ein US-amerikanisch-isländischer Fußballspieler. Er ist flexibel im Angriff einsetzbar und steht bei Borussia Dortmund unter Vertrag. Er ist Juniorennationalspieler des isländischen wie auch des US-amerikanischen Verbands.

## Karriere

### Verein
Campbell wurde in Houston, Texas als Sohn der ehemaligen isländischen Fußballnationalspielerin Rakel Karvelsson und des Pharmazeutikers Lance Campbell geboren. Bis zum Alter von 14 Jahren war der Junge im Nachwuchsbereich von Atlanta United aktiv, nachdem die Familie in den Bundesstaat Georgia gezogen war. Anschließend erfolgte ein weiterer Umzug, diesmal in die Heimat seiner Mutter, da sich diese um Coles Großmutter kümmern wollte. In Island blieb Campbell beim Vereinsfußball und trat FH Hafnarfjörður bei. Für den Verein kam der Stürmer bereits als 15-Jähriger für die Herren in der ersten Liga zum Einsatz und spielte auch im Pokal.
Im Sommer 2022 wechselte Campbell nach Deutschland, wo er fortan in der B-Jugend von Borussia Dortmund spielte, nachdem sich unter anderem auch der FC Bayern München für ihn interessiert hatte. Diesen Schritt gingen vor ihm bereits die Landsmänner Giovanni Reyna und Christian Pulisic. In seinen ersten 11 Ligaspielen schoss er sechs Tore und leistete fünf Assists, weshalb er die Rückrunde bereits bei der U19 verbrachte. Nach der Meisterschaft in der Weststaffel setzten sich die Dortmunder im Halbfinale der Meisterschaftsendrunde gegen Hertha BSC durch, ehe sie im Finale aber an Mainz 05 scheiterten. Gegen die Mainzer schoss Campbell das Tor zum zwischenzeitlichen 1:1. In der Folgesaison, seiner ersten vollen für die Dortmunder A-Jugend, spielte Campbell überwiegend auf dem rechten Flügel. Er beteiligte sich regelmäßig direkt an Toren und verpasste zwei Ligaspiele in Folge einer Rotsperre. Der Stürmer traf zweimal doppelt und war nach Paris Brunner und Kjell Wätjen der effektivste Offensivspieler der Mannschaft. Nachdem Dortmund zwei Spiele verlor, einmal unentschieden spielte und die restlichen 23 Partien allesamt gewann, stand man nach der erneuten Weststaffelmeisterschaft wieder im Halbfinale der Endrunde um den Titel. Auch im Jahr 2024 hieß der Halbfinalgegner Hertha BSC und wie auch schon eine Saison zuvor gelang es dem BVB nicht, den Meistertitel zu erringen. Diesmal hieß der Sieger des Duells TSG 1899 Hoffenheim.
Im Vorfeld auf die Spielzeit 2024/25 erhielt Campbell beim BVB einen bis zum 30. Juni 2028 gültigen Profivertrag und rückte in die von Trainer Nuri Şahin verantwortete erste Herrenmannschaft auf. Ausreichende Spielzeit war ihm jedoch nicht vergönnt, bei vier Einsätzen in der Bundesliga stand er lediglich 19 Minuten lang auf dem Feld. Auch in der Champions League debütierte Campbell und wurde in der Ligaphase beim 1:0 gegen Sturm Graz in der Schlussviertelstunde eingewechselt. Durch häufige Kaderzugehörigkeiten in der ersten Mannschaft spielte der Angreifer auch nur unregelmäßig für die Nachwuchsteams, in Folge einer Bänderverletzung war die Saison dann schließlich für ihn ab Anfang März 2025 beendet.

### Nationalmannschaft
Als Spieler von FH Hafnarfjörður war Campbell für die U17 Island aktiv. In Rahmen eines Ligaspiels kam er mit dem Gegenspieler Aron Jóhannsson in Kontakt, der ihn von einem Wechsel zum Verband der USA überzeugen wollte. Johansson hatte selbst nach Spielen für die U21 Islands den Verband gewechselt und war US-amerikanischer A-Nationalspieler geworden.
Nach Gesprächen mit dem damaligen Trainer der U19 der USA, Marko Mitrović, entschied sich der Stürmer, für sein Geburtsland anzutreten.

## Persönliches
Seine Schwester Chloe (* 2008) spielt in der der zweiten Mannschaft bei Borussia Dortmund und stieg in der Saison 2024/25 in die Westfalen-Liga der Frauen auf.

## Titel
- Meister der A-Junioren-Bundesliga West: 2023, 2024 (beide Borussia Dortmund)